# Olga Senyuk
Olga Senyuk (* 23. ledna 1991 Kišiněv, Moldavská SSR, Sovětský svaz) je ázerbájdžánská lukostřelkyně. Pochází z Moldavska. Studovala ve Lvově na Ukrajině, poté se přestěhovala do Ázerbájdžánu. Má přezdívku Lelichamp. Soutěžila na Mistrovství světa v lukostřelbě 2015 v Kodani v Dánsku a reprezentovala Ázerbájdžán na Letních olympijských hrách 2016 v Rio de Janeiru v soutěži jednotlivkyň - reflexní střelbě.
Na mistrovství světa v lukostřelbě 2015 v Kodani v Dánsku se v soutěži jednotlivkyň - reflexní střelbě v kvalifikačním kole umístila s 610 body na 89. místě a poté postoupila do třetího kola. Na Letních olympijských hrách 2016 v Rio de Janeiru se v kvalifikačním kole umístila s 623 body na 37. místě a poté vypadla v základní skupině s Číňankou Cao Hui 1 - 7.
10. srpna 2016 se nacházela na 83. místě světového lukostřeleckého žebříčku.